# Terrein (geologie)
Een terrein is in de geologie en paleogeografie een gebied met een omvang van ten minste enkele tientallen km² waarin gesteenten voorkomen met dezelfde metamorfe en/of tektonische geschiedenis.
Terreinen worden meestal begrensd door geologische breukzones. Een kraton of een microcontinent kan bijvoorbeeld opgebouwd zijn uit één of meer terreinen, die tijdens orogeneses aan elkaar zijn gegroeid. In een gebergte dagzomen terreinen vaak niet op slechts één plek. Als op verschillende plekken gesteente met dezelfde metamorfe geschiedenis wordt gevonden, kan worden geïnterpreteerd dat deze plekken oorspronkelijk onderdeel waren van één terrein.
Het concept terrein (het Engelse woord is terrane - niet 'terrain') ontstond in de jaren 70 van de twintigste eeuw bij de geologische kartering van westelijk Canada. De aaneenschakeling van proterozoïsche terreinen in dat gebied had geologen eerder voor raadsels gesteld, maar de opkomst van de platentektoniek gaf een verklaring hoe stukken aardkorst die oorspronkelijk ver uit elkaar lagen samen geklonterd waren tot een kraton.